# Güsten
Güsten è una città di 4 038 abitanti situata nel land della Sassonia-Anhalt, in Germania.
Appartiene al circondario del Salzland es è amministrato dalla Verbandsgemeinde Saale-Wipper.